# Ховенко Валентин Михайлович
Ховенко Валентин Михайлович (рос. Ховенко Валентин Михайлович; нар. 7 грудня 1940, Харків, УРСР — пом. 30 серпня 2003, Москва, Росія) — радянський і російський кінорежисер, сценарист і письменник.

## Життєпис
Валентин народився 7 грудня 1940 року в Харкові, УРСР.
У 1964 році закінчив Донецький національний медичний університет, а в 1974 році — режисерський факультет ВДІКу, навчався в майстерні науково-популярного кіно Бориса Альтшулера. Широко відомий як режисер науково-популярних фільмів, а також постановник ряду випусків кіножурналу «Єралаш».
Помер 30 серпня 2003 року в Москві. Похований на Хімкінському кладовищі Москви.

### Особисте життя
Дружина — Ховенко (ур. Гладкова) Світлана Миколаївна, лікар-пульманології; у пари є син — Сергій (нар. 1962), режисер і продюсер.

## Фільмографія

### Режисер
- 1983 — «Горобець на льоду» — рос. Воробей на льду
- 1988 — «Острів іржавого генерала» — рос. Остров ржавого генерала
- 1990 — «Мій чоловік — іншопланетянин» — рос. Мой муж — инопланетянин
- 1991 — «Курка» — рос. Курица
- 1992 — «Очі» — рос. Глаза
- 1993 — «Пістолет з глушником» — рос. Пистолет с глушителем

### Сценарист
- 1978 — «Терміновий виклик» — рос. Срочный вызов
- 1983 — «Горобець на льоду» — рос. Воробей на льду
- 1985 — «Каракумський репортаж» — рос. Каракумский репортаж
- 1992 — «Очі» — рос. Глаза
- 1993 — «Пістолет з глушником» — рос. Пистолет с глушителем
- 2001 — «Сищик з поганим характером» — рос. Сыщик с плохим характером

### Ролі в кіно
- 1986 — «Єралаш» — режисер